# (33709) 1999 LK10
1999 LK10 (asteroide 33709) é um asteroide da cintura principal. Possui uma excentricidade de 0.14870150 e uma inclinação de 12.78595º.
Este asteroide foi descoberto no dia 8 de junho de 1999 por LINEAR em Socorro.